# Loučka
Loučka (deutsch Kleinwiese) ist eine Gemeinde im Zlínský kraj in Tschechien. Sie liegt im Süden der Mährischen Walachei bei Vizovice. Nordwestlich des Dorfes entspringt am Hauptkamm der Vizovická vrchovina der Luhačovický potok.

## Geschichte
Die erste schriftliche Erwähnung unter der Bezeichnung Lutsch stammt aus dem Jahr 1261. Als deutsche Bezeichnungen wurden 1869, 1880 Louczka und 1939 Kleinwiese gebraucht.

## Sehenswürdigkeiten
- Funkturm auf dem Berg Doubrava, eine Stahlkonstruktion aus dem Jahr 2002. Höhe 672 m ü. M., Bauhöhe 55 m mit einer für den Tourismus geöffneten Aussichtsplattform auf 33 m Höhe.